# Departamento de Silípica
Departamento de Silípica är en kommun i Argentina.   Den ligger i provinsen Santiago del Estero, i den norra delen av landet, 900 km nordväst om huvudstaden Buenos Aires.
I omgivningarna runt Departamento de Silípica växer i huvudsak lövfällande lövskog. Runt Departamento de Silípica är det mycket glesbefolkat, med 7 invånare per kvadratkilometer.